# Internet Movie Database
IMDb
L’Internet Movie Database (littéralement « Base de données cinématographiques d'Internet »), abrégé en IMDb, est une base de données en ligne sur le cinéma mondial, sur la télévision, et plus secondairement les jeux vidéo. IMDb restitue un grand nombre d’informations concernant les films, les acteurs, les réalisateurs, les scénaristes et toutes personnes et entreprises intervenant dans l’élaboration d’un film, d’un téléfilm, d’une série télévisée ou d’un jeu vidéo. L’accès aux informations publiques est gratuit. Un service payant, IMDbPro, donne accès aux informations supplémentaires susceptibles d’intéresser les professionnels. Créé le 17 octobre 1990 par l'Anglais Col Needham, c’est un site visité, en 2010, par plus de 57 millions d’usagers uniques chaque mois, ce qui le plaçait au 39e rang des sites les plus visités au monde. Il appartient depuis 1998 à Amazon.

## Description
IMDb est la propriété d’Amazon, mais son enrichissement et sa mise à jour sont ouverts, gratuitement, à toute personne disposant d’une adresse de courrier électronique et d’un accès à Internet, quelle que soit sa nationalité. Les données sont exclusivement en anglais. Col Needham a précisé que les informations ajoutées sont vérifiées par le site.
L’IMDb est la plus grosse base de données collaborative du monde, avec des informations sur plus de 10 000 000 œuvres visuelles (films, séries, jeux vidéo) et plus de 250 millions de visiteurs mensuels.[Passage à actualiser]. De manière plus détaillée, l’IMDb propose non seulement les génériques de films ou filmographies d’acteurs ou de techniciens, mais également les synopsis, les biographies, des critiques, des informations budgétaires ou relatives à la bande originale, des anecdotes et bêtisiers, les liens avec d’autres films et versions alternatives, des informations techniques (durée, ratio d’écran, largeur de pellicule, procédé couleur, etc.), les dates de sorties, etc. Les séries TV sont largement couvertes ainsi que les jeux vidéo. Une interface dédiée permet d’afficher tous les titres connus d’une œuvre. Depuis 2007, les personnages sont également indexés par leur nom et on peut interroger leurs filmographies.
L’accès général passe par le site en anglais. L’interface francisée n’est que très partiellement traduite (2009), et n'est plus disponible en 2013. La traduction des interfaces dans d’autres langues européennes est également très limitée. Les œuvres sont indexées sous leur titre dans la langue originale, transcrite en caractères latins selon la norme la plus courante (pinyin pour le chinois). Ainsi Guerre et Paix (Serge Bondartchouk, 1967) est indexé Voyna i mir (sa prononciation phonétique en russe). La recherche par titre utilise tous les énoncés du titre en diverses langues qui figurent dans la base. Les noms de personnes et de personnages sont également transcrits de façon normalisée, mais avec des incertitudes sur l’ordre nom - prénom.
Sur la base des notes données par les utilisateurs, l’IMDb propose également un classement permanent des films, établi selon un calcul de pondérations.
Parmi les services annexes proposés par l’IMDb, il est possible de connaître les passages de films à la télévision (avant tout américaine), les récompenses et palmarès, les éphémérides du cinéma, etc. La version payante d'IMDb, IMDbPro, est destinée aux professionnels du spectacle (là encore principalement américains ; les œuvres sont indexées selon leur titre en anglais) : carnet d’adresses, calendriers, informations professionnelles.

## Historique
La base de données est fondée en 1990 par l'anglais Col Needham. Il utilise au début les serveurs de l'université de Cardiff, ce qui fit qu'au départ elle s'appelle « Cardiff Internet Movie Database ». C'est alors une collection de scripts afin d'effectuer des recherches dans les FAQ postés dans les groupes de discussion Usenet rec.arts.movies.
En 1993, une interface courriel centralisée permettant de lancer des recherches dans la base de données est créée et, en 1994, cette interface est ouverte à l'apport d'informations. La base de données est ensuite dotée d'une interface web fonctionnant initialement sur un réseau de sites-miroirs fournissant de la bande passante. Parallèlement à cette version web, l'IMDb est téléchargeable intégralement (avec un système de mises à jour hebdomadaires), l'utilisateur pouvait naviguer dans ces données grâce à un logiciel développé par la communauté du logiciel libre. En 1996, le projet se dote d'un statut d'entreprise au Royaume-Uni de manière à former l'Internet Movie Database Ltd., et des bannières publicitaires apparaissent sur le site.
En avril 1998, l'entreprise est rachetée par Amazon. Un certain nombre de fondateurs, dont Col Needham, restent gérants du site.
Col Needham précise, en février 2008, que le site diffuse 2,5 milliards de pages chaque mois et qu'on recense dans le même temps 55 millions d'utilisateurs uniques.
Le 3 février 2017, IMDb annonce que ses forums seront définitivement fermés à partir du 20 février. Selon le communiqué du site, ces forums qui avaient connu leur apogée au début des années 2000 « ne fournissaient plus une expérience positive et utile à la grande majorité » de ses utilisateurs, faisant indirectement référence à la multiplication des trolls, et n'étaient par ailleurs plus rentables face à l'émergence des réseaux sociaux ou forums à l'instar de Reddit.

## Droit d'auteur
Tout intervenant contribuant bénévolement à l’IMDb conserve son droit d’auteur sur sa production, mais en autorise implicitement la reproduction ou la modification.
L’IMDb de son côté n’autorise aucune citation de synopsis ou biographie sans autorisation expresse.
Il est également interdit de filtrer par logiciel le contenu du site pour en exclure les bandeaux publicitaires.[réf. nécessaire]
Des citations partielles de génériques et filmographies sont autorisées sur les sites web sans but lucratif.

## Rémunération du site
À partir du rachat par Amazon.com en 1998, sur chaque page « title » de description d’une œuvre, un pavé (en 2007 situé en haut à droite de la page) renvoie aux produits correspondants sur les sites d’Amazon.com. La gestion des liens est « localisée », renvoyant en priorité vers le site Amazon qui dessert le pays d’où part la consultation.
Les pages d’IMDb contiennent de la publicité. Un service de gestion en ligne est offert aux petits annonceurs, et des services spécifiques aux gros annonceurs.
En 2002, le service payant IMDbPro est lancé à l’intention des professionnels. Il contient des informations à jour sur les résultats d’audience et financiers, les contacts professionnels (agents, dirigeants de sociétés, etc.) et les projets en cours de développement. Les informations de ce type qui figuraient sporadiquement sur le service gratuit en ont été retirées.
À partir de 2004, IMDb demande une rémunération pour la mise en place des portraits sur les pages « name », des affiches sur les pages « title », et des galeries de photos, au-delà de ce que la rédaction du site a choisi elle-même.
Un service payant « Resume Service » permet aux professionnels du cinéma de mettre en ligne des informations et des photographies, de gérer les pages « name » qui les concernent, et de figurer ainsi sur le site même s’ils n’étaient pas déjà reliés explicitement aux œuvres répertoriées.

## Classements
L'IMDb propose différents classement des notations des films :
- Top 250 de l'Internet Movie Database : classement des deux cent cinquante meilleurs films de l'histoire du septième art selon les utilisateurs du site de l'IMDb ;
- IMDb Bottom 100 : classement des cent plus mauvais films de l'histoire du cinéma selon les utilisateurs du site de l'IMDb.

## Vidéo à la demande
IMDb élargit son offre vidéo au-delà des séries courtes, des bandes annonces et des interviews de célébrités avec Freedive, sa plateforme de streaming gratuit, disponible uniquement aux États-Unis via un ordinateur ou les appareils Amazon Fire TV.
Cette plateforme est financée par la publicité, permettant ainsi aux utilisateurs de regarder le contenu du catalogue sans souscrire d'abonnement.
En pratique, toutes les pages de titres disponibles sur IMDb afficheront l'option « Regarder gratuitement sur Freedive ».